# Frazee (Minnesota)
Frazee es una ciudad ubicada en el condado de Becker en el estado estadounidense de Minnesota. En el Censo de 2010 tenía una población de 1350 habitantes y una densidad poblacional de 468,74 personas por km².

## Geografía
Frazee se encuentra ubicada en las coordenadas 46°43′44″N 95°42′14″O / 46.72889, -95.70389. Según la Oficina del Censo de los Estados Unidos, Frazee tiene una superficie total de 2.88 km², de la cual 2.75 km² corresponden a tierra firme y (4.5%) 0.13 km² es agua.

## Demografía
Según el censo de 2010, había 1350 personas residiendo en Frazee. La densidad de población era de 468,74 hab./km². De los 1350 habitantes, Frazee estaba compuesto por el 88.07% blancos, el 1.56% eran afroamericanos, el 5.11% eran amerindios, el 0.59% eran asiáticos, el 0% eran isleños del Pacífico, el 0.22% eran de otras razas y el 4.44% pertenecían a dos o más razas. Del total de la población el 2.44% eran hispanos o latinos de cualquier raza.